# Lloyd Newson
Pour les articles homonymes, voir Newson.
Lloyd Newson, né en 1956 à Albury en Australie, est un danseur et chorégraphe de danse contemporaine australien.

## Biographie
Lloyd Newson, après une formation de psychologue, obtient une bourse pour venir étudier en Angleterre à la London Contemporary Dance School à la fin des années 1970. Il devient danseur et chorégraphe de l'Extemporary Dance Theatre de 1981 à 1985, où il tente de mêler la danse classique et moderne avec des chorégraphes variés tels que Karole Armitage, Michael Clark, David Gordon, Daniel Larrieu et Dan Wagoner. Un peu déprimé par le vide en danse en Angleterre au milieu des années 1980, il décide en 1986 de fonder sa compagnie (même s'il ne souhaite pas utiliser le terme de « compagnie ») appelée DV8 Physical Theatre. Le nom de la compagnie se réfère à Dance and Video 8 (super 8 mm), et joue sur le mot anglais deviate, signifiant déviant ou pervers. La pièce fondatrice sera My Sex, Our Dance la même année.
En collaboration directe avec ses danseurs, il travaille sur des pièces combinant la vidéo et la danse contemporaine en explorant les questions sociales, les discriminations et les marginaux (on peut citer les incroyables performances de danseur de David Toole, qui est cependant cul-de-jatte). Le style de la compagnie reflète le rejet de Newson pour la danse abstraite, et s'attache souvent à créer des images fortes. Il « veille à ce que la danse ne soit jamais gratuite, mais toujours ancrée dans la réalité ».

## Principales chorégraphies
- 1986 : My Sex, Our Dance
- 1988 : Dead Dreams of Monochrome Men
- 1990 : If Only...
- 1992 : Strange Fish
- 1995 : Enter Achilles
- 1997 : Bound to Please
- 1999 : The Happiest Day of My Life
- 2000 : The Cost of Living
- 2005 : Just for Show
- 2008 : To Be Straight with You
- 2011 : Can We Talk About This

## Prix et distinctions
- 2009 : Grand Prix de la danse du Syndicat de la critique pour To Be Straight with You[4]